# Fragmenty rylskie

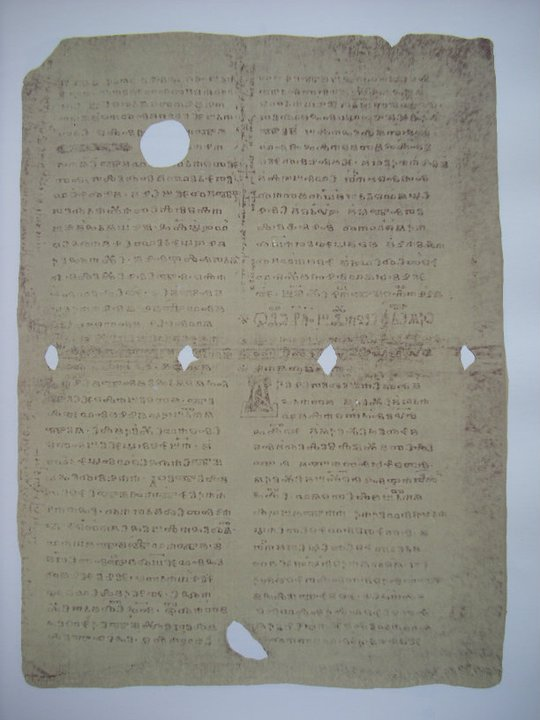
Zdjęcie jednej z kart

Fragmenty rylskie – zbiór pochodzących z niezachowanego kodeksu 8 luźnych pergaminowych kart i 3 urywków kart, zapisanych głagolicą. Zabytek języka staro-cerkiewno-słowiańskiego.
Rękopis datowany jest na 2. połowę X wieku. Zawiera fragmenty modlitwy pokutnej i napomnień (parenesis) Efrema Syryjczyka. Pierwsze dwie karty odkrył w 1845 roku w Rylskim Monastyrze w Bułgarii Wiktor Grigorowicz. Pozostałe fragmenty zostały odkryte w tym samym monasterze w 1880 roku przez Konstantina Jirečka (3 karty) i w 1936 roku przez Jordana Iwanowa.
Dwie karty odnalezione przez Grigorowicza znajdują się obecnie w bibliotece Rosyjskiej Akademii Nauk w Petersburgu, pozostałe fragmenty nadal przechowywane są w Rylskim Monastyrze. Karty Grigorowicza opublikował Izmaił Sriezniewski w 1866 roku, a następnie w 1909 roku Grigorij Iljinski. Całość zabytku wydał i opracował Iwan Goszew (Рилски глаголически листове, Sofia 1956). Wydanie to zawiera transkrypcję tekstu na cyrylicę, fotokopię zabytku i komentarz.